# James Branch Cabell
(da Lo stallone d'argento, cap. XXVI)
James Branch Cabell (Richmond, 14 aprile 1879 – Richmond, 5 maggio 1958) è stato uno scrittore statunitense.
Cresciuto tra le memorie eroiche del vecchio Sud, sfuggì al provincialismo della società virginiana del suo tempo viaggiando a lungo in Europa. In un mitico medioevo europeo, in un territorio al confine tra la fantasia e la realtà storica, ambientò i diciotto  romanzi che compongono la saga di Dom Manuel e dei suoi discendenti. Particolare fortuna, tra essi, ebbero Jurgen (1919) e The Silver Stallion (1926).

## Biografia
Nato in una benestante famiglia della Virginia, visse la maggior parte della sua vita a Richmond. Il primo Cabell si stabilì in Virginia nel 1664: William H. Cabell, bisnonno paterno di Cabell, fu governatore del Commonwealth dal 1805 al 1808. Suo nonno, Robert Gamble Cabell era un medico; suo padre, Robert Gamble Cabell II (1847-1922), prese una laurea in medicina ma lavorò come farmacista. La madre, Anne Harris (1859-1915), era la figlia del tenente colonnello James R. Branch, dell'esercito degli Stati Confederati d'America. James aveva due fratelli minori, Robert Gamble Cabell III (1881-1968) e John Lottier Cabell (1883-1946). I suoi genitori si separarono e poi divorziarono nel 1907.
Nel 1894, all'età di 15 anni, Cabell si iscrisse al College di William e Mary, dove si diplomò nel 1898. Mentre studiava, Cabell insegnò francese e greco al college. Stando alla sua amica e collega Ellen Glasgow, Cabell sviluppò una stretta amicizia con uno dei professori che venne considerata "troppo intima" e per questo Cabell venne respinto dal college, tuttavia in seguito venne riammesso per finire il corso e prendere la laurea. In seguito, lavorò come giornalista a New York fino al 1900, poi tornò a Richmond nel 1901 ed entrò nello staff del Richmond Times-Dispatch per alcuni mesi.
Il 1901 fu un anno ricco di eventi: i suoi primi racconti vennero accettati per la pubblicazione, e inoltre fu sospettato dell'omicidio di John Scott, un benestante cittadino di Richmond. Pare infatti che Scott avesse una relazione con la madre di Cabell. Sia il coinvolgimento di Cabell nell'omicidio sia lo scandalo del college vennero trattati nella biografia postuma di Ellen Glasgow, The Woman Within (1954). Nel 1902, sette dei suoi racconti apparvero su magazine nazionali. Nei dieci anni successivi, continuò a scrivere racconti e contribuire a riviste quali Harper's Magazine e The Saturday Evening Post, inoltre condusse approfondite ricerche sulla genealogia della sua famiglia.
Tra il 1911 e il 1913, lavorò per uno zio all'ufficio delle miniere di carbone in Virginia Occidentale. L'8 novembre 1913 sposò Priscilla Bradley Shepherd, vedova e con cinque figli nati nel precedente matrimonio. Nel 1915 nacque il loro figlio, Ballard Hartwell Cabell. Priscilla morì nel marzo del 1949; Cabell si risposò nel giugno del 1950 con Margaret Waller Freeman.
Cabell pubblicò 52 libri, tra romanzi, genealogie, raccolte di racconti, poesie e miscellanea. Nel 1937 entrò a far parte dell'American Academy of Arts and Sciences.
Morì nel 1958 a causa di un'emorragia cerebrale. È sepolto all'Hollywood Cemetery di Richmond.

## Accoglienza critica
Cabell era tenuto in gran considerazione dai suoi contemporanei, tra cui H. L. Mencken, Edmund Wilson e Sinclair Lewis. Le sue opere si adattano bene nella cultura degli anni venti, periodo in cui sono state molto popolari. L'interesse per Cabell diminuì negli anni trenta:, questo oblio è stato attribuito in parte alla sua incapacità di staccarsi e uscire dal suo mondo di fantasia. Alfred Kazin disse: "Cabell e Hitler non abitano lo stesso universo". Pur essendo opere di evasione, gli scritti di Cabell sono ironici e satirici. Egli vedeva l'arte come una via di fuga dalla vita, ma una volta che l'artista ha creato il suo mondo ideale si accorge che è composto dagli stessi elementi di quello reale.

## Opere

### Biography of the Life of Manuel
Nel 1919 Cabell conobbe un estremo successo con il romanzo fantastico Jurgen e decise di costruirvi attorno un'intera saga, composta sia da prequel sia da sequel, sia da romanzi sia da raccolte di racconti, e sia di opere inedite sia di scritti precedenti appositamente revisionati; il ciclo completo venne pubblicato fra 1927 e 1930 in un'edizione in 18 volumi intitolata Biography of the Life of Manuel in riferimento a Manuel di Poictesme, il capostipite della dinastia immaginaria protagonista della saga.
1. Beyond Life: Dizain des Démiurges, Robert M. McBride & Company, 1919.
2. Don Manuel di Poictesme (Figures of Earth: A Comedy of Appearances), John Lane, The Bodley Head, 1921. Traduzione di Olga C. Todeschini, Oscar Fantasy 9, Arnoldo Mondadori Editore, 1990.
3. The Silver Stallion, John Lane, The Bodley Head, 1926.
4. Domnei • The Music from Behind the Moon: Two Comedies of Woman-Worship, Robert M. McBride & Company, 1928. Volume doppio comprendente un romanzo e una novella:
  - Domnei: A Comedy of Woman-Worship, Frederick A. Stokes Company, 1913[4]; revisionato per Robert M. McBride & Company, 1920.
  - The Music From Beyond the Moon: An Epitome, John Day, 1926.
5. Chivalry: Dizain des Reines, Harper & Brothers, 1909; revisionato per Robert M. McBride & Company, 1921. Raccolta di dodici racconti.
6. Jurgen (Jurgen: A Comedy of Justice), Robert M. McBride & Company, 1919. Traduzione di Giovanni Baldi,  Oscar Fantasy 18, Arnoldo Mondadori Editore, 1992.
7. The Line of Love: Dizain des Mariages, Harper & Brothers, 1905; revisionato per Robert M. McBride & Company, 1921. In origine raccolta di nove racconti, portati a undici nella revisione.
8. The High Place: A Comedy of Disenchantment, Robert M. McBride & Company, 1923.
9. Gallantry: Dizain des Fêtes Galantes, Harper & Brothers, 1907; revisionato per Robert M. McBride & Company, 1922. Raccolta di undici racconti e due poesie.
10. A proposito di Eva: Una Commedia di Foglie di Fico (Something About Eve: A Comedy of Fig-leaves), John Lane, The Bodley Head, 1927. Traduzione di Lydia Lax, Narrativa Rusconi, Rusconi Libri, 1981.
11. The Certain Hour: Dizain des Poëtes, Robert M. McBride & Company, 1916. Raccolta di dieci racconti e due poesie.
12. The Cords of Vanity: A Comedy of Shriking, Doubleday, Page & Company, 1909; revisionato per Robert M. McBride & Company, 1920.
13. From the Hidden Way: The Jewel Merchants: Dizain and Comedy of Echoes, Robert M. McBride & Company, 1929. Volume doppio comprendente un canzoniere lirico e un dramma teatrale:
  - From the Hidden Way: Dizain des Échos, Robert M. McBride & Company, 1916; revisionato per lo stesso editore, 1924
  - The Jewel Merchants: A Comedy in One Act, Robert M. McBride & Company, 1921.
14. The Rivet in Grandfather's Neck: A Comedy of Limitations, McBride, Nast & Co., 1915.
15. The Eagle's Shadow: A Comedy of Purse-Strings, serializzato in otto puntate nel settimanale The Saturday Evening Post dal 6 Agosto al 1 Ottobre 1904; prima edizione in volume William Heinemann, 1923; revisionato per Robert M. McBride & Company, 1923.
16. The Cream of the Jest: The Lineage of Lichfield: Two Comedies of Evasion, Robert M. McBride & Company, 1930. Volume doppio comprendente un romanzo e una novella:
  - The Cream of the Jest: A Comedy of Evasions, Robert M. McBride & Company, 1917; revisionato per lo stesso editore, 1922.
  - The Lineage of Lichfield: Another Comedy of Evasion, serializzato in tre puntate nel mensile The Reviewer, Ottobre Novembre e Dicembre 1922; prima edizione in volume Robert M. McBride & Company, 1922.
17. Straws and Prayer-Books: Dizain des Diversions, Robert M. McBride & Company, 1924. Raccolta di dodici saggi.
18. Townsend of Lichfield: Dizain des Adieux, Robert M. McBride & Company, 1930. Miscellanea di testi brevi scandita in tre sezioni:
  - Townsend of Lichfield, inedito. Raccolta di tre racconti.
  - Sonnets from Antan, Fountain Press, 1929. Canzoniere di poesie.
  - Un nucleo di racconti e saggi sfusi.

### Trilogia dell'Incubo (The Nightmare Has Triplets)
Serie tradotta per la prima volta in Italiano entro il volume omnibus L'incubo, traduzione di Olga Ceretti Borsini, Il Ponte. I Grandi Narratori Italiani e Stranieri XX, Arnoldo Mondadori Editore, 1949.
1. Smirt. Un incubo cortese (Smirt: An Urbane Nightmare), Robert M. McBride & Company, 1934.
2. Smith. Un interludio silvano (Smith: A Sylvan Interlude), Robert M. McBride & Company, 1935.
3. Smire. Un'accettazione in terza persona (Smire: An Acceptance in the Third Person), Doubleday, 1937.

### TrilogiaHeirs and Assigns
La serie è stata composta in ordine anacronico: il primo romanzo in ordine di uscita è il secondo della cronologia interna.
1. Amleto aveva uno zio (Hamlet Had an Uncle: A Comedy of Honor), Farrar & Rinehart, 1940. Traduzione di Olga Ceretti, Medusa CCXXXII, Arnoldo Mondadori Editore, 1949.
2. The King Was in His Counting House: A Comedy of Common-Sense, Farrar & Rinehart, 1938.
3. The First Gentleman of America: A Comedy of Conquest, Farrar & Rinehart, 1942.

### TrilogiaIt Happened in Florida
1. The St. Johns: A Parade of Diversities, Farrar & Rinehart, 1943. Collaborazione con A. J. Hanna.
2. There Were Two Pirates: A Comedy of Division, Farrar, Straus, 1946.
3. The Devil's Own Dear Son: A Comedy of the Fatted Calf, Farrar, Straus, 1949.